# Janjanbureh (otok)
Otok Janjanbureh (eng. MacCarthy Island), izvorno poznat kao Lemain, nalazi se oko 272 km uzvodno od ušća rijeke Gambije, u istočnoj Gambiji, u okrugu Janjanbureh. Na otoku se nalazi drugi po veličini grad u zemlji, Janjanbureh, ali se na mnogim kartama i dalje pojavljuje pod svojim europskim imenom Georgetown. Osim što je odredište za neke turiste koji se bave divljim životinjama, na otoki je i najveći zatvora u Gambiji.

## Povijest
Otok su prvi naselili zapadni trgovci u 15. stoljeću, iako do 19. stoljeća više nije bio održiva trgovačka postaja zbog čestih ratova između država Wuli i Niani. Otok su potom kupili Britanci da bi ga isprva koristili kao zatvorsku koloniju nakon gubitka većine sjevernoameričkih kolonija, a kasnije kao vojni garnizon koji je pomagao u zaštiti trgovaca. Ugovor o cesiji potpisan je 1823. u zamjenu za godišnje isplate poglavici, a otok je službeno nazvan MacCarthyjev otok (po Sir Charlesu MacCarthyju, bivšem generalnom guverneru Britanskih zapadnoafričkih teritorija) Godine 1832. Georgetown je bio osnovali Britanci kao kreolsko naselje, iako su ga brzo naselili oslobođeni Afrikanci s drugih mjesta. Grad je postupno postao administrativno i gospodarsko središte zemlje.

## Vanjske poveznice
|  | Zajednički poslužitelj ima još gradiva o temi Janjanbureh (otok) |

- Izleti na otok Janjanbureh
- Informacije iz "Trgovina ropstvom Gambije"